# Jamie Cook
Jamie Robert Cook (nascut el 8 de juliol de 1985) és, juntament amb Alex Turner, el guitarrista del grup britànic de rock alternatiu Arctic Monkeys, on a més realitza cors.
Al igual que Alex Turner, Cook va demanar un instrument musical com a regal de Nadal el 2001, rebent la seva primera guitarra elèctrica. Cook ha estat el membre més parlador de la banda, dient: (que ell) "odia fotudament a la premsa" i defensant la banda nombroses vegades dient: "No podria veure'ns sent com Coldplay, seria molt avorrit. Fas gires per tres anys i toques el mateix concert nit rere nit. Ha de ser molt depressiu."
Jamie Cook i Alex Turner són veïns a High Green.